# 保加利亚—土耳其关系
保加利亚－土耳其关系是保加利亚与土耳其之间的外交关系。保加利亚在安卡拉设有大使馆，在伊斯坦布尔和埃迪爾內设有总领事馆，在布尔萨设有领事馆。土耳其在索菲亞设有大使馆，在普罗夫迪夫和布尔加斯设有总领事馆。